# Museo del Patrimonio de Benteng
El Museo del Patrimonio de Benteng (en indonesio: Museum Benteng Heritage) es un museo patrimonial en Pasar Lama, el antiguo distrito del mercado en Tangerang, Banten, Indonesia. Ubicado cerca del río Cisadane, es el primer museo indonesio que destaca la historia y el patrimonio de la inmigración china en Indonesia.
El museo está ubicado en un edificio chino tradicional y vernáculo de los Peranakan. Construido en 1684, es una de las estructuras históricas más antiguas de Tangerang, y se encuentra a poca distancia del templo más antiguo de la ciudad, Boen Tek Bio.

## Conservación del patrimonio
Antes de convertirse en museo, el edificio original estaba muy mal mantenido y estaba ocupado por chinos locales de Benteng. Creyendo que el edificio tenía un valor histórico y cultural significativo, un empresario local, Udaya Halim, adquirió la propiedad patrimonial en 2009. Halim creció en el área histórica de Pasar Lama de Tangerang, pero se mudó con su familia a Perth, Australia Occidental durante la crisis financiera asiática.
Supervisó una cuidadosa restauración del edificio, devolviéndolo a su estado original. El proceso duró dos años.  Se agregaron más objetos decorativos de los Peranakan, incluida una pantalla para realzar el carácter chino-indonesio del nuevo museo.